# أوغور يلدرم
أوغور يلدرم (بالهولندية: Uğur Yıldırım؛ بالتركية: Uğur Yıldırım) هو لاعب كرة قدم هولندي وتركي في مركز الوسط، ولد في 8 مايو 1982 في أبلدورن في هولندا. شارك مع منتخب هولندا لكرة القدم. أما مع النوادي، فقد لعب مع أغوف أبيلدورن وسيفاسبور وغازي عنتاب سبور وغو أهد إيغلز ونادي قاسم باشا ونادي هيرنفين.

## وصلات خارجية
- أوغور يلدرم على موقع اتحاد تركيا (لاعب) (الإنجليزية)
- أوغور يلدرم على موقع قاعدة بيانات كرة القدم.إي يو (الإنجليزية)
- أوغور يلدرم على موقع ناشيونال فوتبول تيمز (الإنجليزية)
- أوغور يلدرم على موقع عالم كرة القدم.نت (الإنجليزية)